# Tiszaug
Tiszaug è un comune dell'Ungheria di 967 abitanti (dati 2005). È situato nella contea di Bács-Kiskun.